# Alloscirtetica porteri
Alloscirtetica porteri là một loài Hymenoptera trong họ Apidae. Loài này được Ruiz mô tả khoa học năm 1938.